# Erdei haszonvételek jogosulatlan gyakorlása
Az erdei haszonvételek jogosulatlan gyakorlása egy szabálysértés a magyar jog szerint a 2012. évi II. törvény 243. §-a szerint.

„243. § (1) Aki
a) *  erdőben, valamint erdőgazdálkodási tevékenységet közvetlenül szolgáló földterületen a külön jogszabályban meghatározott erdei haszonvételeket - a fakitermelés, a vadászati jog gyakorlása vagy hasznosítása, valamint az elhalt fekvő fa és gally gyűjtése, illetve elhalt, száraz ág nyesése kivételével - jogszerűtlenül gyakorolja,
b) *  az erdőről, az erdő védelméről és az erdőgazdálkodásról szóló törvényben meghatározott erdei faválasztékot az erdőről, az erdő védelméről és az erdőgazdálkodásról szóló törvényben és a végrehajtására kiadott rendeletben meghatározott szállítójegy nélkül szállít,
szabálysértést követ el.
(1a) *  Az (1) bekezdésben meghatározott szabálysértés miatt kiszabott pénzbírságról, helyszíni bírságról a szabálysértési hatóság, valamint a helyszíni bírságolásra jogosult szerv vagy személy haladéktalanul értesíti az erdészeti hatóságot.
(2) *  Az (1) bekezdésben meghatározott szabálysértés miatt az erdészeti hatóság arra felhatalmazott ügyintézője, a természeti, védett természeti és Natura 2000 területen a természetvédelmi őr, helyi jelentőségű védett természeti területen az önkormányzati természetvédelmi őr is szabhat ki helyszíni bírságot.”